# Edegem 2000
Edegem 2000 (ED) was een Belgische lokale politieke partij te Edegem.

## Geschiedenis
ED was een politieke groepering van de lokale Volksunie-afdeling en onafhankelijken. Bij de gemeenteraadsverkiezingen van 1994 werd er een kartel gevormd tussen deze partij enerzijds en de lokale afdeling van de CVP anderzijds. Lijsttrekker die verkiezingen was toenmalig burgemeester en CVP-boegbeeld Koen Snyders. Het kartel overtuigde die stembusgang 46,3% van de kiezers, waarmee ze een absolute meerderheid behaalde van 15 op 27 zetels in de Edegemse gemeenteraad.
Bij de verkiezingen van 2000 werd het kartel verder gezet. De naam Edegem 2000 werd evenwel afgevoerd. De alliantie CVP-VU moest daarbij een fors verlies incasseren van meer dan 12% en strandde op een stemmentotaal van 33,59%. Dit resulteerde in 10 zetels en er werd een bestuursmeerderheid gevormd met VLD. Na de implosie van de Volksunie in 2001 in enerzijds Spirit en anderzijds N-VA werd er in 2006 nog een derde maal in kartel naar de kiezer getrokken, ditmaal in de constellatie CD&V-N-VA. 